# Littorina littorea
Littorina littorea (denominada, em inglês, common periwinkle ou common winkle, shore periwinkle, edible winkle ou edible periwinkle; em português, caramujo, borrelho, burgau, burrié ou caracol-marinho (POR); em castelhano, caracolillo ou bígaro común; em alemão, Uferschnecke, gemeine Uferschnecke, gemeine Strandschnecke, Hölker; em francês, bigorneau, bigorneau commun, littorine commun, littorine commune d'Europe, vignot e caracole; em gaélico escocês, faocha; em italiano, littorina comune; em sueco, vanlig strandsnäcka; em catalão, caragolí comú; em dinamarquês, store strandsnegl ou almindelige strandsnegl; em neerlandês, gewone alikruik ou alikruik; em finlandês, rantakotilo; em norueguês bokmål, storstrandsnegl; em norueguês nynorsk, storstrandsnigel) é uma espécie de molusco gastrópode marinho-litorâneo do norte do oceano Atlântico, pertencente à família Littorinidae; sendo classificada por Carolus Linnaeus em 1758, como Turbo littoreus, na obra Systema Naturae; considerada a espécie-tipo do gênero. Trata-se de uma espécie utilizada na alimentação humana, introduzida na costa leste da América do Norte; sendo coletada muitas vezes na costa do Pacífico, mas ainda não parecendo estar estabelecida em nenhuma região deste oceano. Trata-se de uma espécie presente no território português, incluindo a zona económica exclusiva.

## Descrição da concha e hábitos
Concha engrossada, de espiral cônica e moderadamente alta, com dimensões aproximadas entre 1.5, 4 a 5 centímetros e 5 a 6 voltas, quando desenvolvida, globosa ou moderadamente alongada e com ápice pontiagudo; de coloração negra, cinzenta, castanha, mais raramente avermelhada ou amarelada; muitas vezes decorada com faixas onduladas e oblíquas de cor mais clara e esculpida com linhas espirais finas, atravessadas por linhas de crescimento, verticais, fracamente marcadas; com interior e columela brancos. Opérculo córneo, plano e paucispiral (com poucas voltas); auxiliando o molusco a reter água durante os períodos de estiagem.

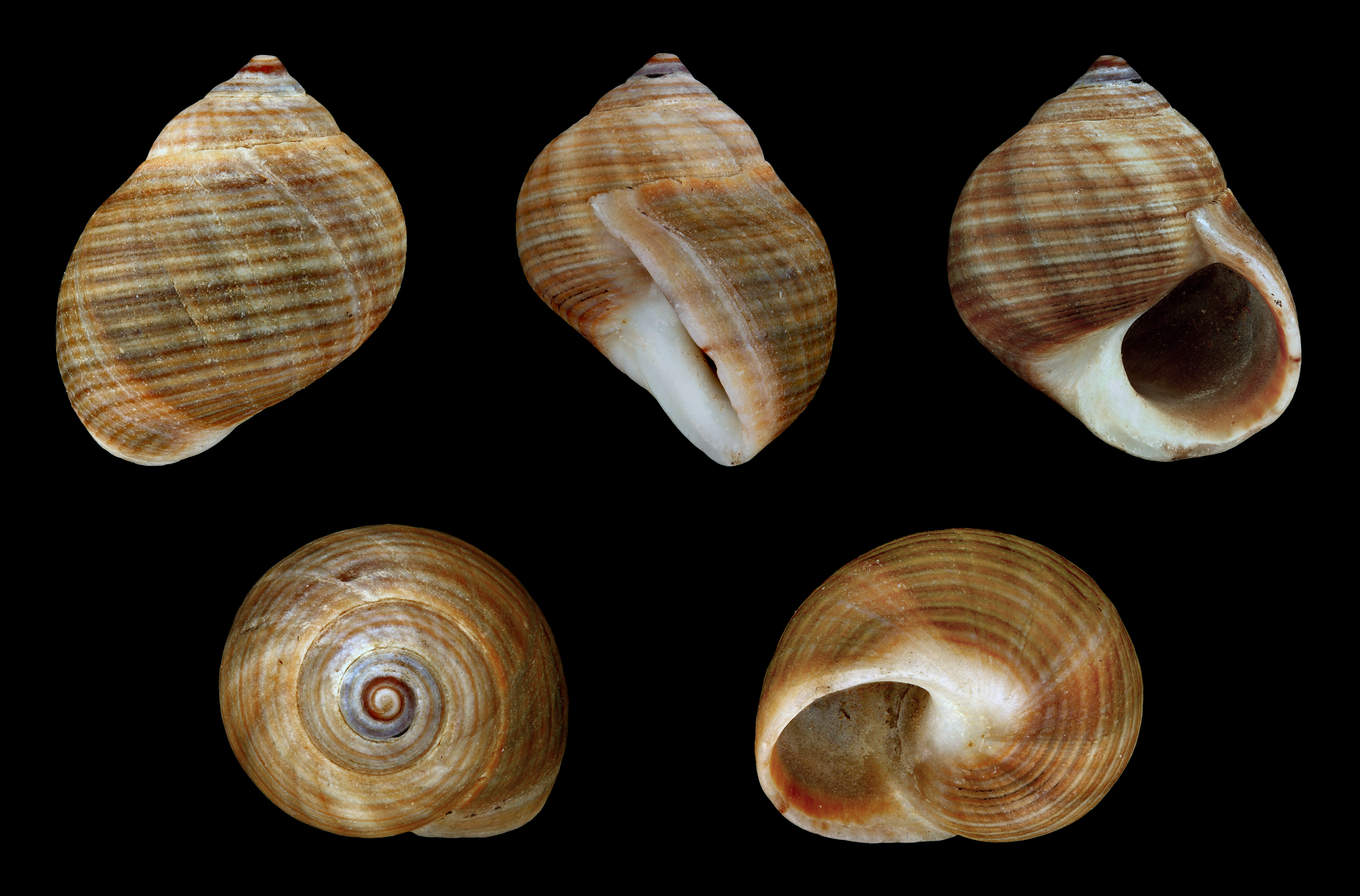
Cinco vistas da concha de L. littorea (Linnaeus, 1758); espécime proveniente da Normandia, França.

É encontrada em águas rasas da zona entremarés e zona nerítica, até os 60 metros de profundidade; muitas vezes expostas às ondas e aderidas às rochas, seixos, ou em planícies de marés lamacentas ou arenosas; também em bancos de mexilhões (Bivalvia), rasos ou profundos, da espécie Mytilus edulis. Os animais da família Littorinidae se alimentam de substâncias vegetais. Esses moluscos se alimentam predominantemente de diatomáceas que se fixam sobre algas, mexilhões e cracas.

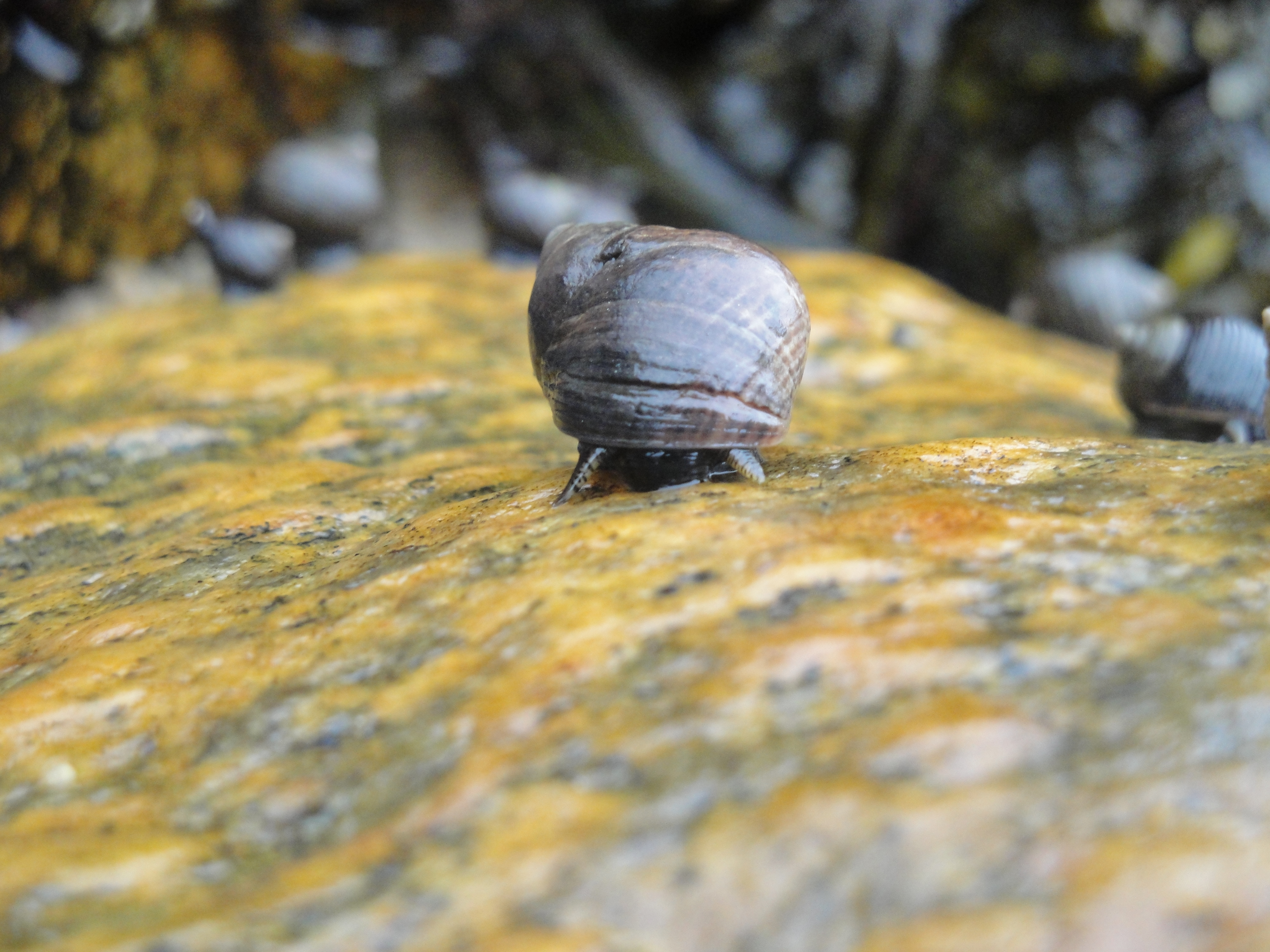
O molusco da espécie L. littorea, sobre uma rocha da zona entremarés de Woods Hole, Massachusetts, Estados Unidos.

## Distribuição geográfica
Littorina littorea ocorria no mar Mediterrâneo (ocupando toda a sua extensão, no Pleistoceno, com registros até o Golfo Pérsico). Ela fora relatada por Di Natale (1982) na Sicília e por Barsotti e Campani (1982) perto de Livorno, no norte do mar Tirreno. A espécie não se estabeleceu e a população perto de Livorno fora extinta em 1988 (Johannesson, 1988). As introduções, pontuais e repetidas, são prováveis porque esta é uma espécie comercial, importada para países mediterrâneos através da Irlanda ou de outras áreas de produção na Europa Ocidental.
Ela é comum no canal da Mancha, mar do Norte e Báltico Ocidental; e no nordeste do oceano Atlântico: do oeste da Groenlândia ao golfo de Kandalaksha, no mar Branco, até Portugal e Espanha, na Península Ibérica. Ela se estabeleceu, como espécie introduzida, no leste da América do Norte; e embora tenha sido encontrada na costa do Pacífico, em várias ocasiões, desde descobertas de indivíduos soltos a populações de vários milhares de caramujos, a maioria delas desapareceu.

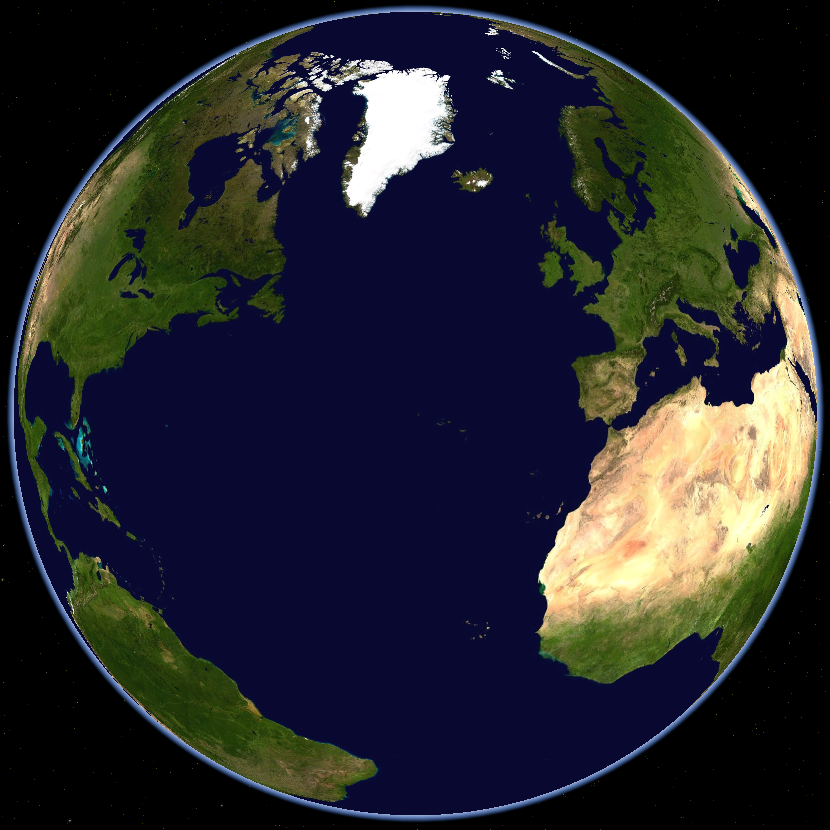
A espécie L. littorea tem como habitat as águas e zonas costeiras, temperadas e subárticas, da região norte das Américas e Europa (no oceano Atlântico).